# ねこにゃん
ねこにゃんは、奈良県出身のキャラクターデザイン・原画・イラストレーションを担当するゲームクリエイターである。

## 詳細
丸戸史明とコンビを組んでの作品は、『BALDR』シリーズと並んで戯画の看板作品となっている。
もともとはコンパイルで『魔導物語』や『ぷよぷよ』のキャラクターデザインやイラストレート等をしていたが退社。帰郷後に『戦術傭兵師団 ブレイブブレイド』の原画を機にアダルトゲーム業界にデビューした。
雑誌のインタビューによると、コンパイルがアダルトゲームに用いていた別名義「もものきはうす」に入社したとのことである。同社窓口は大阪府堺市に所在しており、奈良県の実家から通勤出来ると思い選んだとの事。このためかコンパイルが発行していた会報誌『コンパイルクラブ地下版』やディスクマガジン『ディスクステーション』では魔導物語・ぷよぷよに登場する少女達のパンチラや下着姿、果ては胸が露になっているエロチックなイラストを描くことも珍しくは無かった（ねこにゃんに限ったことでもないが）。退社の理由もアダルトゲーム業界で本懐を遂げたいとの理由であったとの事である。
同人活動等もほぼ見られないが、コミケ71にて委託で同人誌を出しており、そのあとがきによると3人の姉妹が共同で使っているペンネームらしい。ただしコンパイルにいた頃からねこにゃんのペンネームを使っており、『コンパイルクラブ』では男性だと断言していた。ほかにも『ショコラ&パルフェ ビジュアルファンブック』に掲載されている丸戸との対談コーナーに掲載されている写真を見る限り、男性である模様。コンパイル入社以前は、イベントステージの設営や看板製作の仕事をしていたという。
2010年6月25日に発売された『bitter smile.』においては原画・キャラクターデザインだけでなく、シナリオも担当した。

## 作品リスト
リメイク版、PlayStation 2等のコンシューマ機移植版は除く。
- 戯画作品
  - V.G. Re-birth（2001年9月28日発売）
  - Ripple 〜ブルーシールへようこそっ〜（2002年4月5日発売）
  - AQUA BLUE（2002年12月20日発売）
  - ショコラ 〜maid cafe "curio"〜（2003年4月4日発売）
  - らずべりー 〜Welcome to “Cafe Moon Rabbits”!〜（2004年8月27日発売）
  - パルフェ 〜ショコラ second brew〜（2005年3月25日発売）
  - この青空に約束を―（2006年3月31日発売）
  - フォセット - Cafe au Le Ciel Bleu -（2006年12月22日発売）
  - 姫さまっ、お手やわらかに!（2007年9月28日発売）
  - オトメクライシス（2008年3月28日発売）
  - さかあがりハリケーン 〜LET'S PILE UP OUR SCHOOL!〜（2008年11月28日発売）
  - bitter smile.（2010年6月25日発売） 原画だけでなくシナリオも担当。
  - シュクレ 〜sweet and charming time for you.〜（2011年9月22日発売）
  - シロガネ×スピリッツ!（2015年3月27日発売）
  - キミの瞳にヒットミー（2017年1月27日発売）
- コンパイル作品 - 『魔導物語』・『ぷよぷよ』シリーズでは、ゲーム中のグラフィック（キャラクターデザイン）とパッケージやマニュアルのイラストの担当者が異なることが珍しくない。下記作品は特に注釈が無い限り、双方を担当した作品。
  - 吉田學園戦記（コンパイル入社後、初担当の作品らしい。ディスクステーション98#9に収録）
  - 魔導物語III 究極女王様（1994年12月30日発売、ゲームギア）
  - 魔導物語A ドキドキばけ〜しょん（1995年11月24日発売、ゲームギア）
    - 魔導物語 ちっちゃいアルルのばけーしょんのーと（上記作品を元にした絵本風のノート。コンパイルの直販のみの販売であった）

  - ぽけっとぷよぷよ通（パッケージイラストのみ。1996年12月13日、ゲームボーイ）
  - わくわくぷよぷよダンジョン（1998年4月2日、セガサターン）
  - ぽけっとぷよぷよSUN（1998年11月27日、ゲームボーイ）
  - ぷよぷよ〜んパーティー（パッケージイラストのみ。1999年12月3日、NINTENDO 64）
  - ぽけっとぷよぷよ〜ん（2000年9月22日、ゲームボーイカラー）
- ねこねこソフト作品
  - みずいろ（2001年4月13日発売）
- TO BE作品
  - 戦術傭兵師団 ブレイブブレイド（2000年2月25日発売）
- みるくそふと作品
  - 緋の月（2003年10月24日発売）
- CollaborationS作品
  - 太陽の子（発売日未定）
- エスクード作品
  - 紅蓮華 -ぐれんか-（2012年6月29日）
- プレカノ作品
  - となりに彼女のいる幸せ ～Two Farce～（2017年8月25日発売）
  - となりに彼女のいる幸せ ～Winter Guest～（2018年2月23日発売）
  - となりに彼女のいる幸せ ～Summer Surprise～（2019年4月26日発売）
  - となりに彼女のいる幸せ ～Curious Queen～（2020年5月29日発売）
  - となりに彼女のいる幸せ ～Two Farce～ セカンドサマー（2020年8月28日発売）
  - 姫宮さんはかまいたい（2022年3月25日発売）
- エンターグラム作品
  - となりに彼女のいる幸せ ～i fight with summer～（2022年8月26日発売）